# La Cruz (Kolumbia)
La Cruz – miasto w Kolumbii, w departamencie Nariño.